# Crkva sv. Jerolima u Trogiru
Crkva sv. Jerolima, crkva u Trogiru, zaštićeno kulturno dobro

## Opis dobra
Nalazi se na adresi Put Gradine. Jednobrodna crkvica s polukružnom apsidom, skromnih dimenzija, podignuta je na sjeveroistočnoj obali Čiova, na predijelu Miševac, u 17. stoljeću. Građena je grubo klesanim kamenom, s dvoslivnim krovom pokrivenim kupom kanalicom. Na pročelju je nova rozeta i preslica. Na sjevernom zidu, s vanjske strane, uzidana je ploča 1646. godine, od trogirskog povjesničara Ivana Lucića, koja spominje kao donatorku crkvice njegovu tetu koludricu Jakobinu. Crkvica je obnovljena 2005. godine, kad su postavljeni novi pragovi na ulazna vrata i nova rozeta na pročelje, a unutrašnjost je ožbukana te je izvedeno novo podno popločanje i restauriran trijumfalni luk.

## Zaštita
Pod oznakom Z-4901 i pod oznakom RST-247, rj.br.: 35/121-1964 zavedena je kao nepokretno kulturno dobro - pojedinačno, pravna statusa zaštićena kulturnog dobra, klasificirano kao "profana graditeljska baština".